# Michael Kidd
Michael Kidd, pseudonimo di Milton Greenwald (New York, 12 agosto 1915 – Los Angeles, 23 dicembre 2007), è stato un coreografo, ballerino e attore statunitense.
La sua carriera ha ricoperto un arco temporale di circa cinquanta anni. Tra i suoi lavori più famosi come coreografo per il cinema, vanno ricordati i film Spettacolo di varietà (1953), interpretato da Fred Astaire e Cyd Charisse, e Sette spose per sette fratelli (1954). Primo coreografo a vincere cinque Tony Award, nel 1996 fu insignito dell'Oscar onorario.

## Biografia
Figlio di un immigrato russo, dopo aver studiato per un breve periodo chimica, Kidd iniziò a ballare e frequentò la School of American Ballet, debuttando in una performance nel 1937. Successivamente si esibì con la Ballet Caravan e l'American Ballet e, nel 1942, intraprese la carriera di ballerino solista per l'American Ballet Theatre. Dopo la seconda guerra mondiale lavorò per la Great White Way e vinse cinque volte il Tony Award: nel 1947, nel 1951, nel 1953, nel 1957 e nel 1959.
Lavorò come coreografo per il cinema, collaborando ai film L'ultima zia di Carlo (1952), Spettacolo di varietà (1953), Sette spose per sette fratelli (1954), Un giorno... di prima mattina (1968) e Hello, Dolly! (1969). Fu coprotagonista con Gene Kelly e Dan Dailey del musical È sempre bel tempo (1955), e curò la regia della commedia Il principe del circo (1958), interpretata da Danny Kaye.
Nel 1975 sorprese pubblico e critica come attore protagonista del film Smile di Michael Ritchie, e nel 1981 il suo nome venne inserito nella American Theatre Hall of Fame.
Nell'ambito dei Premi Oscar 1997, per i suoi meriti artistici e gli eccellenti risultati ottenuti nella danza applicata al cinema, e considerando l'inesistenza di una categoria di premio Oscar legata alla coreografia, l'Academy of Motion Picture Arts and Sciences gli attribuì l'Oscar onorario.
È morto nel 2007, all'età di 92 anni. Dal 1969 era sposato con Shelah Hackett.

## Filmografia

### Coreografo
- L'ultima zia di Carlo (Where's Charley?), regia di David Butler (1952)
- Spettacolo di varietà (The Band Wagon), regia di Vincente Minnelli (1953)
- Sette spose per sette fratelli (Seven Brides for Seven Brothers), regia di Stanley Donen (1954)
- Bulli e pupe (Guys and Dolls), regia di Joseph L. Mankiewicz (1955)
- Il principe del circo (Merry Andrew), regia di Michael Kidd (1958)
- Un giorno... di prima mattina (Star!), regia di Robert Wise (1968)
- Hello, Dolly!, regia di Gene Kelly (1969)

### Attore
- È sempre bel tempo (It's Always Fair Weather), regia di Stanley Donen, Gene Kelly (1955)
- Smile, regia di Michael Ritchie (1975)
- Il boxeur e la ballerina (Movie Movie), regia di Stanley Donen (1978)
- Skin Deep - Il piacere è tutto mio (Skin Deep), regia di Blake Edwards (1989)

### Regista
- Il principe del circo (Merry Andrew) (1958)